# Titsian Tabidze
Titsián Tabidze (en georgiano: ტიციან ტაბიძე; Imericia, 21 de marzo de 1890 - Tiflis, 16 de diciembre de 1937), conocido bajo el seudónimo de Titsiani (en georgiano: ტიციანი) fue un poeta georgiano, y uno de los principales líderes del movimiento simbolista. Fue víctima de la Gran Purga de Iósif Stalin, siendo detenido y ejecutado bajo una acusación sin pruebas de traición. Tabidze era amigo íntimo del célebre escritor ruso Borís Pasternak, quién tradujo su poesía al ruso.

## Primeros años
Tabidze nació en la región de Imericia, ubicado al oeste de Georgia, Gobernación de Kutaisi, Imperio ruso. Educado en la Universidad de Moscú,  regresó a Georgia para ser uno de los cofundadores y principales ideólogos de los Cuernos Azules, un grupo de jóvenes afínes a la corriente simbolista, fundada en 1916. Posteriormente, Tabidze combinó tendencias europeas y orientales en una poesía ecléctica, con una inclinación significativa hacia el futurismo y el dadaísmo, al mismo tiempo que realizaba tributo hacia las obras clásicas de la literatura georgiana, las mismas que habían sido muy criticadas por los primeros miembros de los Cuernos Azules. Tras el establecimiento del dominio soviético en Georgia en 1921, optó por una línea conciliadora hacia el régimen bolchevique, pero no abandonó su estilo futurista y decadentista, a pesar de sus tibios intentos de elogiar a los "constructores del socialismo". Su poesía sobre la historia del Cáucaso, particularmente sobre la vida del imán Shamil, proponía "una estética vanguardista de santidad transgresora".
Tabidze estableció una amistad íntima con el connotado escritor ruso Borís Pasternak y el corresponsal en sus Cartas para los amigos georgianos. Pasternak conoció a Titsián como "una alma reservada y complicada, completamente atraída por el bien y capaz de clarividencia y abnegación." Y tradujo su poesía al ruso.

## La Gran Purga
A comienzos de 1936, la prensa soviética publicó varios artículos críticos sobre el formalismo en las artes. Titsián Tabidze y sus amigos, los poetas Konstantin Gamsajurdia, Simón Chikovani, y Demna Shengelaia fueron criticados por su "fracaso en liberarse de las viejas tradiciones y forjar un contacto más cercanos con el pueblo." Muchos poetas y escritores, horrorizados por las purgas políticas emergentes en toda la Unión Soviética, aceptaron las críticas y realizaron retractaciones públicas. Sin embargo, Tabidze se opuso a ello, y mantuvo sus posturas. 
Previendo las consecuencias del desafío de Tabidze, Pasternak, en una carta privada, instó su amigo a ignorar los ataques de la prensa soviética: "Confía sólo en ti mismo. Excava más profundamente con tu taladro sin miedo ni favor, pero dentro de ti mismo, dentro de ti mismo. Si tú no encuentras a la gente, la tierra y el allí, entonces ríndete en tu búsqueda, porque para entonces no habrá otros lugar para buscar."

## Arresto y ejecución
El 10 de octubre de 1937, Tabidze fue expulsado del Sindicato de Escritores de Georgia, y posteriormente arrestado por la NKVD. Fue acusado de agitación antisoviética y de traición a la patria. Quebrantado bajo tortura y privación del sueño, Tabidze "confesó" todos los cargos. Cuando los interrogadores exigieron saber los nombres de sus cómplices, Tabidze, un amargo sarcasmo, mencionó solo al poeta del siglo XVIII, Besiki. Dos meses después, fue ejecutado a balazos, sin que se anunciara el hecho.

## Legado

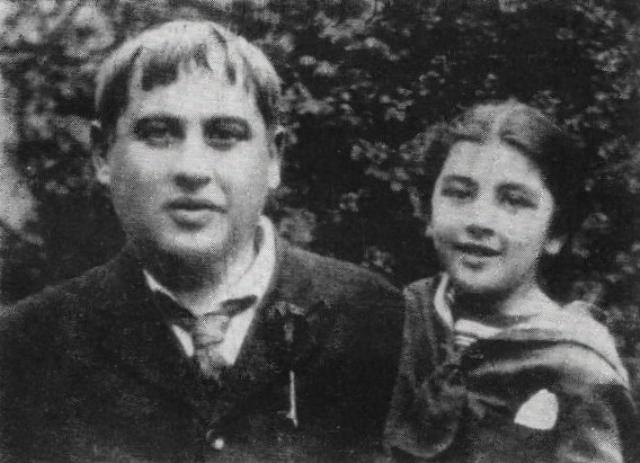
Titsián Tabidze junto a su hija Nita Tabidze

La detención y desaparición de Tabidze causó un fuerte impacto en todo su entorno conocido. Su amigo íntimo, el poeta simbolista Paolo Iashvili, ya se había visto forzado a denunciar a varios de sus compañeros poetas como enemigos del pueblo. Pero después del arresto de Tabidze, Iashvili se suicidó al dispararse con un rifle de caza, ante el Sindicato de Escritores en Tiflis.
Durante casi dos décadas, sin embargo, los familiares y amigos de Tabidze creyeron que él seguía vivo. En 1940, Borís Pasternak ayudó a Nina Tabidze a redactar una petición ante Lavrenti Beria en nombre de su marido. No fue sino hasta mediados de la década de 1950, durante el deshielo de Jrushchov, que se supo la verdad sobre el destino de Tabidze.
La poesía de Tabidze ha sido traducido a muchos idiomas, incluyendo al ruso y al inglés. Los poetas rusos Borís Pasternak y Ósip Mandelshtam tradujeron sus obras al ruso. Rebecca Ruth Gould  tradujo sus obras al inglés, las cuales fueron publicadas en Seizure, The Brooklyn Quarterly, Tin House, Prairie Schooner, y Metamorphoses. Gould también llegó a entrevistar a Tanit Tabidze, hija de Titsián Tabidze, en la casa de su padre en 2010.